# Джеремі Соул
Джеремі Соул (англ. Jeremy Soule, 1975, Кіокук, Айова) — американський композитор, відомий створенням музики для відеоігор і фільмів.

## Біографія
Джеремі Соул народився в родині художниці і вчителя музики в 1975 році в місті Кіокук, штат Айова. Займатися музикою він почав в чотири роки, приблизно в цьому ж віці написав свою першу композицію. У дванадцять років Джеремі почав вивчати музику з університетськими викладачами, попутно удосконалюючи навички гри на піаніно і скрипці в симфонічному оркестрі. Крім музики у Джеремі було ще одне хобі — відеоігри. Він грав відразу на чотирьох платформах (Atari 2600, Atari 7800, NES і Sega Master System) і поступово став замислюватися про те, чому в іграх немає оркестрової музики.
У 19 років Джеремі переїхав в Сіетл і влаштувався в місцеве відділення SquareSoft. Джеремі продовжував виконувати численні тестові завдання і, щоб здаватися дорослим, відростив бороду. Врешті-решт він був прийнятий на роботу і почав працювати над своєю першою грою — The Secret of Evermore. Пізніше SquareSoft переїхала в Лос-Анджелес, а Джеремі влаштувався в компанію Humongous Entertainment, що складалася на той момент з трьох осіб і включала компанію Cavedog Entertainment і розробляла стратегію в реальному часі Total Annihilation. Незважаючи на фінансові труднощі, Джеремі умовив керівництво виділити гроші на створення оркестрової музики.
Total Annihilation, що вийшла в 1997 році, виявилася успішною, а Джеремі Соул в одну мить перетворився на відомого композитора. Його музику можна почути в таких іграх, як Icewind Dale, Neverwinter Nights, Dungeon Siege, The Elder Scrolls III: Morrowind, The Elder Scrolls IV: Oblivion, The Elder Scrolls V: Skyrim, Warhammer 40,000: Dawn of War, Prey, Guild Wars і багатьох інших. У 2007 році за саундтрек до TES 4: Oblivion Джеремі отримав MTV Video Music Award.
У серпні 2019 року, гейм-дизанер Наталі Лоухед звинуватила Соула у зґвалтуванні. Також він був звинувачений у сексуальних домаганнях вокалісткою Ейралі Брайтон (Aeralie Brighton). Він відкинув звинувачення, і хоча про них широко повідомлялося, жодних звинувачень висунуто не було.

## Праці
- Secret of Evermore (1995)
- Freddi Fish & Luther's Maze Madness (1996)
- Freddi Fish & Luther's Water Worries (1996)
- Pajama Sam: No Need to Hide When It's Dark Outside (1996)
- Putt-Putt and Pep's Dog On a Stick (1996)
- Putt-Putt Travels Through Time (1996)
- Total Annihilation (1997)
- Freddi Fish 3: The Case of the Stolen Conch Shell (1997)
- Pajama Sam's SockWorks (1997)
- Young Dilbert Hi-Tech Hijinks (1997)
- Total Annihilation: Core Contingency (1998)
- Pajama Sam: Lost and Found (1998)
- Spy Fox Cheese Chase (1998)
- Spy Fox in «Dry Cereal» (1998)
- Total Annihilation: Kingdoms (1999)
- Icewind Dale (2000)
- Giants: Citizen Kabuto (2000)
- Rugrats Totally Angelica Boredom Buster (2000)
- Amen: The Awakening (прервано в 2000)
- Beauty and the Beast (2000)
- Putt-Putt's One-Stop Fun Shop (2000)
- Icewind Dale: Heart of Winter (2001)
- Azurik: Rise of Perathia (2001)
- Baldur's Gate: Dark Alliance (2001)
- Harry Potter and the Philosopher's Stone (2001)
- Final Four 2002 (2001)
- Rugrats in Paris: The Movie (2001)
- Harry Potter and the Chamber of Secrets (2002)
- Dungeon Siege (2002)
- The Elder Scrolls III: Morrowind (2002)
- Natural Selection (2002)
- Neverwinter Nights (2002) (музика пізніше була використана в Neverwinter Nights 2)
- SOCOM: U.S. Navy SEALs (2002)
- Star Wars: Bounty Hunter (2002)
- Magic School Bus Explores the World of Animals
- Harry Potter: Quidditch World Cup (2003)
- Sovereign (перервано в 2003)
- Star Wars: Knights of the Old Republic (2003) (музика використана також у Star Wars: Knights of the Old Republic II: The Sith Lords)
- Impossible Creatures (2003)
- Unreal II (2003)
- Dungeon Siege: Legends of Aranna (2003)
- Armies of Exigo (2004)
- Harry Potter and the Prisoner of Azkaban (2004)
- Lemony Snicket's A Series of Unfortunate Events (2004)
- Warhammer 40,000: Dawn of War (2004)
- Kohan II: Kings of War (2004)
- Guild Wars Prophecies (2005)
- Harry Potter and the Goblet of Fire (2005)
- Dungeon Siege II (2005)
- Company of Heroes (2006)
- Company of Heroes: Opposing Fronts (2007)
- Company of Heroes: Tales of Valor (2009)
- Warhammer: Mark of Chaos (2006)
- The Elder Scrolls IV: Oblivion (2006)
- Prey (2006)
- Guild Wars Factions (2006)
- Guild Wars Nightfall (2006)
- Guild Wars Eye of the North (2007)
- Supreme Commander (2007)
- Supreme Commander: Forged Alliance (2007)
- Іл-2 Штурмовик: Крилаті хижаки (2009)
- Order of War (2009)
- zOMG! (2009)
- Metal Gear Solid: Peace Walker (2010) — разом з іншими
- The Elder Scrolls V: Skyrim (2011)
- Deep Black (2011)
- Otomedius Excellent (2011) — разом з іншими
- Guild Wars 2 (2012)
- World of Warcraft: Mists of Pandaria
- War Thunder — разом із Захаром Антоновим та Георгієм Жеряковим
- The Elder Scrolls Online (2014) — заглавна тема
- Dota 2 (2015) — набір музики International 2015 (продюсер)

## Інші праці
- The Walk — фільм
- Ecstasy — спектакль
- Storyeum — спектакль
- «Passion is Everywhere» — міжнародна рекламна компанія
- Journey Toward Creation (2003) — фільм
- 2003 MTV Movie Awards (2003) — наградне шоу
- C.S. Lewis: Beyond Narnia (2005) — документальний фільм
- Хроніки Нарнії: Лев, чаклунка та шафа (фільм, 2005) — заглавна тема
- Beyond the Yellow Brick Road: The Making of Tin Man (2007) — фільм
- Florence Nightingale (2008) — фільм
- The Offering (2009) — фільм
- Dracula's Stoker (2009) — фільм
- Witch Creek (2010) — фільм